# Scheme of Arrangement
Das Scheme of Arrangement (deutsch „Vergleichsplan“) ist in der Unternehmenskrise ein Sanierungsverfahren nach englischem Recht, das über eine Restrukturierung der Verbindlichkeiten auf die Verhinderung einer Insolvenz des Schuldners durch gerichtlich genehmigten Vergleich abzielt.

## Allgemeines
Nach deutschem Insolvenzrecht können Unternehmen eine drohende Insolvenz nur außergerichtlich verhindern, wenn sie ihre wesentlichen Gläubiger um Konsolidierung, Schuldenerlass, Stundung oder Umschuldung bitten. Gelingt dies nicht, ist die Insolvenz nicht zu vermeiden. Das englische Recht sieht dagegen vor, dass eine Insolvenz auch unter Mitwirkung von Gerichten verhindert werden kann. Ziel des Scheme of Arrangement (SoA) ist der Turnaround insolventer Unternehmen. Die Verfahrenseröffnung ist an keine tatbestandlichen Voraussetzungen gebunden und erfordert folglich keinen Insolvenztatbestand. Außerhalb der Insolvenz liegt ein so genannter solventer Vergleichsplan vor (englisch Solvent Scheme of Arrangement).

## Rechtsfragen
Rechtsgrundlage hierfür ist der Companies Act 2006 (CA), der in Chapter 3 Part 26 und Section 895 CA lediglich von einer Vereinbarung (englisch arrangement) spricht. Danach handelt es sich um einen Kompromiss oder eine Vereinbarung zwischen einem Unternehmen und seinen Gläubigern oder einer Gruppe von ihnen. Die Bestimmungen sehen keine konkreten Maßnahmen vor, sondern erlauben alles, was eine Einigung unter den Gläubigern erwarten lässt. Für Restrukturierungsmaßnahmen wie Debt Equity Swap, Konsolidierung, Schuldenerlass oder Umschuldung können einige Gläubigergruppen (Gläubiger von Unternehmensanleihen, Kreditinstitute, Lieferanten oder Versicherer) gezielt ausgewählt werden, während andere Gruppen nicht mitwirken müssen. Um eine Maßnahme durchführen zu können, ist eine Mehrheit von 75 % der jeweiligen Gläubigergruppe erforderlich; ein Holdout-Problem entsteht für die nicht zustimmenden Gläubiger nicht. Der Ablauf des SoA wird vom High Court überwacht. Zur Annahme des SoA ist gemäß Abschnitt 899(1) CA in jeder Gläubigergruppe eine einfache Kopfmehrheit und eine Mehrheit von 75 % des anwesenden Fremd- bzw. Eigenkapitals erforderlich.
Nach der gerichtlichen Genehmigung ist das SoA für sämtliche Gläubiger und Gesellschafter verbindlich.

## International
Deutsche Unternehmen können das SoA nur nutzen, wenn sie mindestens eine Tochtergesellschaft mit Geschäftssitz in Großbritannien besitzen oder sonst wie ein ausreichender Bezug zu England besteht (englisch sufficient connection). Ob während der Unternehmenskrise dieser Tochtergesellschaft das SoA von deutschen Gerichten akzeptiert wird, ist fraglich. Klagt ein durch das SoA überstimmter Gläubiger vor einem deutschen Gericht gegen eine britische Tochtergesellschaft einer deutschen Muttergesellschaft, so besteht die ungeklärte Rechtsfrage, ob der Gläubiger vom Gleichbehandlungsprinzip des deutschen Insolvenzrechts ausgeschlossen werden darf. Trotz dieser unklaren Rechtslage diente das SoA zum Beispiel in Deutschland zur Sanierung der Unternehmen Tele Columbus (2010), Rodenstock (2011) und Apcoa (2014). Im Falle der britischen Lebensversicherung Equitable Life lehnte der Bundesgerichtshof (BGH) im Februar 2012 die Anwendung dieser Rechtsfigur ab. Der Vergleichsplan der Equitable Life sah vor, dass deren deutsche Versicherungsnehmer auf Ansprüche, die in Zusammenhang mit den Verträgen mit garantierter Ablaufleistung standen, verzichten sollten und dafür die Versicherungssumme ihrer Verträge um 2,5 % erhöht würde. Nach Ansicht des BGH liege kein anerkennungsfähiges ausländisches Insolvenzverfahren, auch nicht nach § 343 Abs. 1 InsO, vor.
Der von der im Juni 2019 in Kraft getretenen europäischen Richtlinie über Restrukturierung und Insolvenz vorgesehene Restrukturierungsplan wird nach Umsetzung durch die nationalen Gesetzgeber künftig in allen EU-Mitgliedstaaten ein dem SoA angelehntes Instrument zur finanzwirtschaftlichen Restrukturierung anbieten.
In Chapter 11 des US-Insolvenzrechts können Gläubiger auch ohne ihre Zustimmung zur Anpassung ihrer Rechte gezwungen werden, was auch beim deutschen Insolvenzplanverfahren möglich ist (§ 217 bis § 269 InsO).